# Hessel Gerritsz

Mappa della Lituania del 1613

Hessel Gerritsz (1581 – 4 settembre 1632) è stato un cartografo, editore e incisore olandese, attivo durante il Secolo d'oro della cartografia olandese..

## Biografia
Iniziò la sua formazione ad Alkmaar, nei Paesi Bassi, presso il famoso cartografo Willem Blaeu col quale si trasferì ad Amsterdam nel 1599.
Gerritsz dimostrò rapidamente un talento eccezionale per la cartografia e la sua abilità nella realizzazione di incisioni di alta qualità lo rese presto un cartografo di successo. Del 1610 è una piccola mappa intitolata De Hertochdommen Gulick Cleve Berghe dai dati della quale si evince che fu stampata in proprio.
Nel 1612 produsse diverse opere, un libro intitolato Beschryvinghe vander Samoyeden landt con la descrizione della Russia di Isaac Massa e una mappa, Descriptio ac delineatio geographica detectionis freti . . . recens investigati ab M. Henrico Hudsono Anglo con la rappresentazione delle scoperte di Henry Hudson durante il suo quarto viaggio del 1610 e una mappa del mondo in cui sono riportati i resoconti di Pedro Fernandes de Queirós ed è citata l'Austrialia del Espiritu Santo (di cui oggi si sa che si tratta di Vanuatu ma che all'epoca era ritenuta parte della "Terra del Sud".
Nel 1613 realizzò un altro libro, Histoire du Pays nomme Spitsberghe col quale difendeva le rivendicazioni olandesi sulla scoperta. Dello stesso anno sono le mappe di Russia e Lituania, la prima venne ripubblicata l'anno successivo con correzioni minime e rimase per anni il punto di riferimento per la cartografia della Russia.
Nel 1621, ottenne il prestigioso incarico di cartografo ufficiale della Compagnia Olandese delle Indie Orientali (VOC), la più potente compagnia commerciale dell'epoca. Questo incarico gli permise di accedere a informazioni geografiche preziose e di realizzare carte nautiche estremamente accurate e dettagliate delle rotte commerciali e delle colonie olandesi in Asia.

## Opere

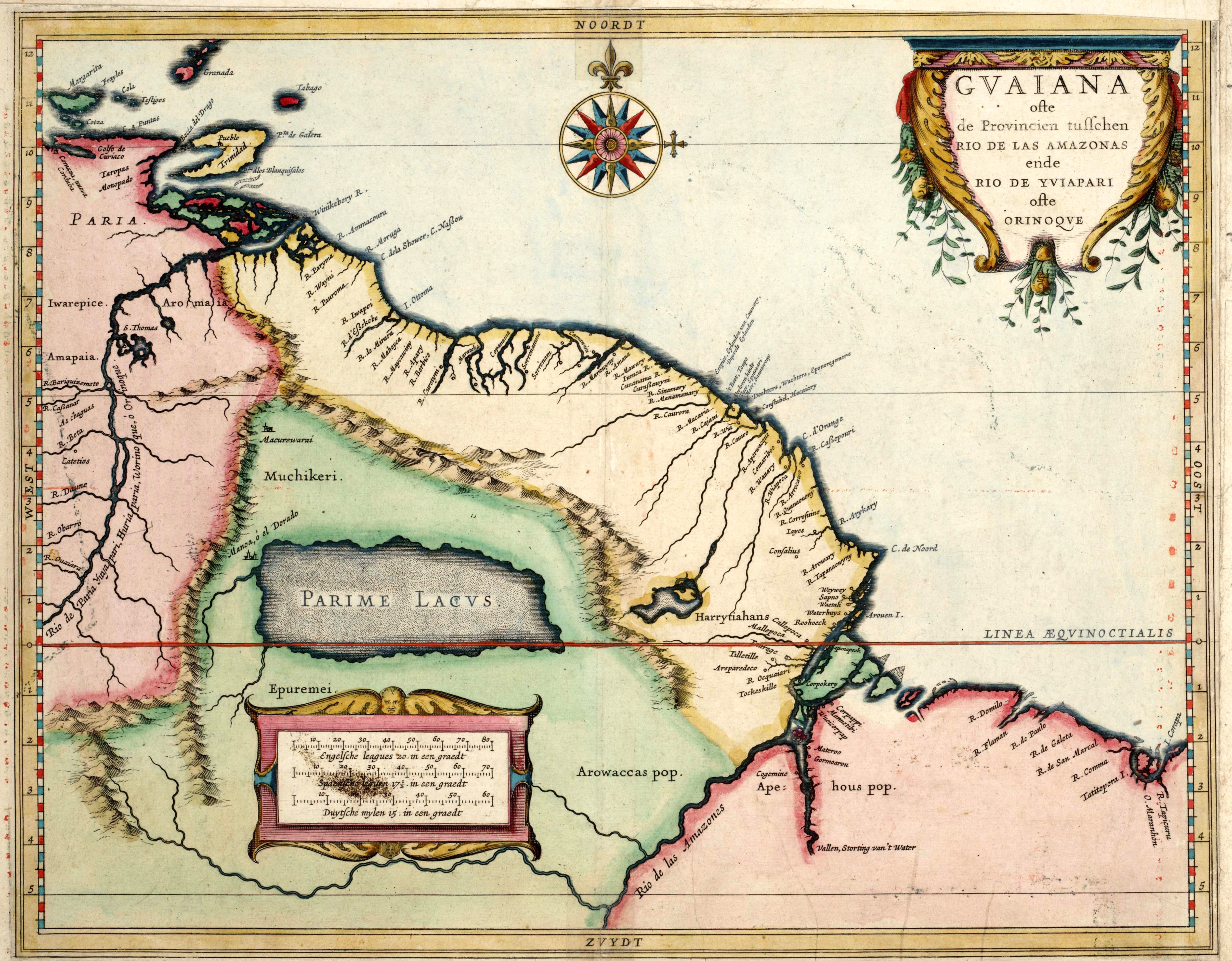
Mappa della Guayana del 1625 circa.

Le opere di Hessel Gerritsz si caratterizzano per la loro precisione, la ricchezza di dettagli e la bellezza estetica. Tra le sue pubblicazioni più importanti ricordiamo:
- Pascaarte van de Oost-Zee (Carta nautica del Mare Orientale): Pubblicata nel 1613, questa carta nautica rappresentava le coste dell'Europa settentrionale e del Mare del Nord con un livello di dettaglio senza precedenti. L'opera divenne rapidamente un punto di riferimento per i navigatori olandesi e fu ristampata numerose volte.
- De Zeven Provincien (Le Sette Province): Pubblicata nel 1617, questa carta murale raffigurava le sette province unite dei Paesi Bassi con una rappresentazione estremamente dettagliata delle città, dei fiumi e delle caratteristiche geografiche della regione. L'opera era un capolavoro cartografico e artistico, e divenne un simbolo dell'orgoglio nazionale olandese.
- Nova Zembla (Nuova Zembla): Pubblicata nel 1622, questa carta rappresentava l'arcipelago russo della Nuova Zembla, esplorato dagli olandesi all'inizio del XVII secolo. La carta era un contributo importante alla conoscenza geografica dell'Artico e fu utilizzata da esploratori e navigatori per secoli successivi.
- Guaiana siue Provinciae intra rio de las Amazonas atque rio de Yviapari siue Orinoque è una delle carte più significative relative alla regione dell'America meridionale, in particolare alla Guaiana, un vasto territorio che si estende lungo il Rio delle Amazzoni. Questo documento rappresenta un'importante testimonianza della cartografia olandese del XVII secolo e rispecchia la crescente curiosità e il desiderio di esplorazione e dominio delle potenze europee in Sud America durante il periodo delle grandi esplorazioni coloniali [5].

## Eredità
Hessel Gerritsz è considerato uno dei più importanti cartografi del Secolo d'Oro olandese. Le sue opere accurate e innovative hanno contribuito a migliorare la navigazione marittima e a facilitare l'esplorazione del mondo. La sua influenza sulla cartografia è stata immensa e le sue carte nautiche sono ancora oggi studiate e ammirate da cartografi e storici.
Oltre al suo contributo come cartografo, Gerritsz è stato anche un abile incisore e un prolifico editore. Ha pubblicato numerosi atlanti e carte nautiche, contribuendo a diffondere la conoscenza geografica tra il pubblico olandese e europeo.